# Painted Lake
Painted Lake är en sjö i Antarktis. Den ligger i Östantarktis. Australien gör anspråk på området. Painted Lake ligger 511 meter över havet.